# Jean-Pascal Barraque
Jean-Pascal Barraque (24 de abril de 1991) é um jogador de rugby francês, que joga na posição de back.

## Carreira
Jean-Pascal Barraque descobriu o rugby no RC Concarnois antes de partir para o Stade Toulousain em 2007, com quem terminou campeão francês de cadetes em 2008. Ele então ingressou no clube Tarbes por um ano antes de ingressar no centro de treinamento olímpico de Biarritz em 2009.
Barraque disputa sua primeira partida profissional no 28 de agosto de 2010 no lugar de Iain Balshaw durante a partida Agen-Biarritz vencida por Agen por 28 a 23. Ele faz parte de uma nova geração de jovens jogadores do Olympic Biarritz com Yann Lesgourgues e Paul Couet-Lannes que estão gradualmente se integrando ao quadro profissional da equipe.
Ele foi convocado como um dos doze integrantes da seleção nacional para os Jogos Olímpicos de Verão de 2024.